# Heinrich Babucke
Karl Heinrich Julius Babucke (* 6. Januar 1841 in Königsberg in Preußen; † 15. November 1902 ebenda) war klassischer Philologe und Gymnasialdirektor.

## Leben
Seine Eltern waren der Kaufmann Karl Babucke und dessen Ehefrau Wilhelma Wollenteit.
Er erhielt seine schulische Bildung in Königsberg, zuletzt auf dem Kneiphöfischen Gymnasium, wo er seinen Abschluss machte und klassische Sprachen lernen konnte. Anschließend studierte er klassische Altertumswissenschaft und Germanistik an der Albertus-Universität Königsberg. Er blieb dort vom Sommersemester 1861 bis zum Wintersemester 1865/66. Zu seinen Lehrern gehörten dort: Karl Lehrs (1802–1878), Ludwig Friedländer (1824–1909), Karl  Rosenkranz (1805–1879) und Oskar Schade (1826–1906). Am 28. März 1866 promovierte er dann mit einer Arbeit über den römischen Rhetoriklehrer Quintilian. Im Juni 1866 machte er sein Staatsexamen und absolvierte zugleich sein Probejahr am Altstädtischen Gymnasium in Königsberg. Außerdem wurde er am 1. Januar 1866 Mitglied des pädagogischen Seminars.
Von 1867 bis 1872 war er ordentlicher Lehrer am Königlichen Gymnasium in Marienwerder und in dieser Zeit im Winter 1867/68 auch an der Königlichen Zentralturnanstalt in Berlin. Ostern 1872 wurde er als Oberlehrer an das Königliche Gymnasium in Aurich, 1873 als Rektor an das Königliche Progymnasium nach Norden versetzt. Aber bereits im Jahr 1875 kam er als Direktor in das Fürstliche Adolfinum (Gymnasium und Realgymnasium) nach Bückeburg, wo er auch 1877 dazu die höhere Töchterschule erhielt. Von hier kam er 1883 als Direktor in das Gymnasium und Realgymnasium nach Landsberg an der Warthe, aber schon 1885 kehrte er nach Königsberg zurück, wo er Direktor des Altstädtischen Gymnasiums wurde. Er war dort bis 1901 Direktor, aber ab 1898 war er schwer erkrankt. Am 31. August 1902 stellte er seinen Pensionsantrag, der am 1. Januar 1903 gewährt wurde; er starb aber zuvor.
Nach seinem Tod erbte das Gymnasium seine umfangreiche Büchersammlung. Seine Witwe errichtete für die Schüler die „Babucke-Stiftung“.
Babucke war zweimal verheiratet. Zunächst mit Anna Mucha († 1878), anschließend mit Helene Grässer.
In seiner Freizeit hat sich Babucke mit den mittelniederdeutschen Literatur- und Sprachdenkmälern seiner Umgebung befasst. So veröffentlichte er eine Monographie über Wilhelm Gnapheus, dessen Lobgedicht auf die Stadt Emden (Aembdanae Civitatis Enkomion) und ganz Ostfriesland von 1557 er ins Deutsche übersetzte. Bisher die einzige ihrer Art. In Bückeburg katalogisierte er die Siegelsammlung des dortigen Gymnasiums. Dafür erhielt er 1889 den Roten Adlerorden IV. Klasse und 1901 den Adler der Ritter des Königlichen Hausordens von Hohenzollern.

## Werke
- Die Provinz Preußen in einem Cours- und Reisebuch von 1729, in Altpreussische Monatsschrift zur Spiegelung des provinziellen Lebens in Literatur, Kunst, Wissenschaft und Industrie, Band 11, S. 69ff Digitalisat
- De Quintiliani doctrina et studiis capita duo, Diss. Königsberg 1866 [mit  einer Vita im Anhang]; Digitalisat
- Die Entwickelung der römischen Heeres-Organisation und der Stand der Armee unter dem ersten Kaiser. Vortrag, Aurich 1872; Digitalisat
- Ein Register der Kirchengüter zu Norden vom Jahre 1553. Mitgeteilt von H. Babucke, in: Jahrbuch der Ges. für bildende Kunst und vaterländ. Altertümer zu Emden 1, H. 2, 1873, S. 49–66; Digitalisat (pdf)
- Historische Volkslieder, Gedichte, Satiren und Pasquille aus und über Ostfriesland, in: Ostfriesisches Monatsblatt für provinzielle Interessen 1, 1873, S. 177–193, 225–239, 277–293 und 2, 1874, S. 105–113;
- Josefs Gedicht von den sieben Todsünden in fortlaufenden Auszügen und Inhaltsangabe. Zum ersten Male nach der [mittelniederdeutschen] Handschrift bekannt gemacht, Progr. des Progymnasiums zu Norden 1874;  Digitalisat
- Wilhelm Gnapheus, ein Lehrer aus dem Reformationszeitalter. Lobspruch der Stadt Emden und ganz Ostfrieslands. Nach der Originalausg. von 1557 aus dem Lat. übers. und mit einer Einl. versehen, enthaltend das Leben des Gnapheus. Mit zwei Karten Ostfrieslands von 1568 und 1579, Emden 1875;   Digitalisat
- Geschichte des Königl. Progymnasiums (der Ulrichsschule) in Norden. Aus Urkunden und Akten zusammengestellt, Emden 1877;
- Ansprache an die Eltern den Gebrauch gedruckter Übersetzungen betreffend, Progr. des Gymnasiums zu Bückeburg 1877; Digitalisat
- Heinrich Babucke: Gnapheus, Wilhelm. In: Allgemeine Deutsche Biographie (ADB). Band 9, Duncker & Humblot, Leipzig 1879, S. 279 f.
- Katalog der Siegelsammlung des Fürstlichen Adolfinums in Bückeburg, Progr. des Gymnasiums zu Bückeburg 1882 (Beil.); Digitalisat
- Geschichte der Lateinischen Schule, der höheren Bürgerschule und des Gymnasiums und Realgymnasiums zu Landsberg a.W. 1462–1884, in: Festschrift zur 25jährigen Jubelfeier des Gymnasiums und Realgymnasiums zu Landsberg a.W. (Landsberg a.W. 1884), S. V–LIII; Digitalisat
- Carmen solemne [von Babucke verfasstes lateinisches Gedicht aus Anlaß des Jubiläums], ebd. S. 3–4;
- Über Sprach- und Gaugrenzen zwischen Elbe und Weser, Progr. des Altstädtischen  Gymnasiums zu Königsberg 1886; Digitalisat
- Zur Erinnerung an die Übersiedelung des Altstädtischen Gymnasiums zu Königsberg, Preußen, in das neue Schulgebäude am 9. April 1889. Festschrift, Progr. des   Altstädtischen Gymnasiums zu Königsberg 1889;  Digitalisat
- Spieghel der zonden (Mittelniederdeutsche Handschrift des 15. Jh. in der  Paulinischen Bibliothek zu Münster in Westfalen), in: Jahrbuch des Vereins für  niederdeutsche Sprachforschung 17, 1891 (1892), S. 97–136;
- Geschichte des Kolosseums, Königsberg 1899 (auch erschienen als Progr. des Altstädtischen Gymnasiums zu Königsberg 1889 Digitalisat)